# Beppe
Beppe  è un nome proprio di persona italiano maschile.

## Varianti
- Maschili: Beppi, Beppo, Bepi[2], Beppino[3][4], Beppone
  - Ipocoristici: Pino
- Femminili: Beppa[2][3], Bepa[2], Beppina[3][4]
  - Ipocoristici: Pina

## Origine e diffusione
Si tratta di uno dei numerosi ipocoristici italiani del nome Giuseppe, analogo a Peppe. Con le sue varianti, è usato perlopiù in ambito familiare e informale, anche se occasionalmente diviene un nome autonomo.

## Onomastico
L'onomastico si festeggia lo stesso giorno del nome Giuseppe, cioè generalmente il 19 marzo in memoria di san Giuseppe, padre putativo di Gesù.

## Persone

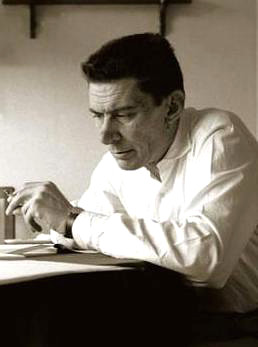
Beppe Fenoglio

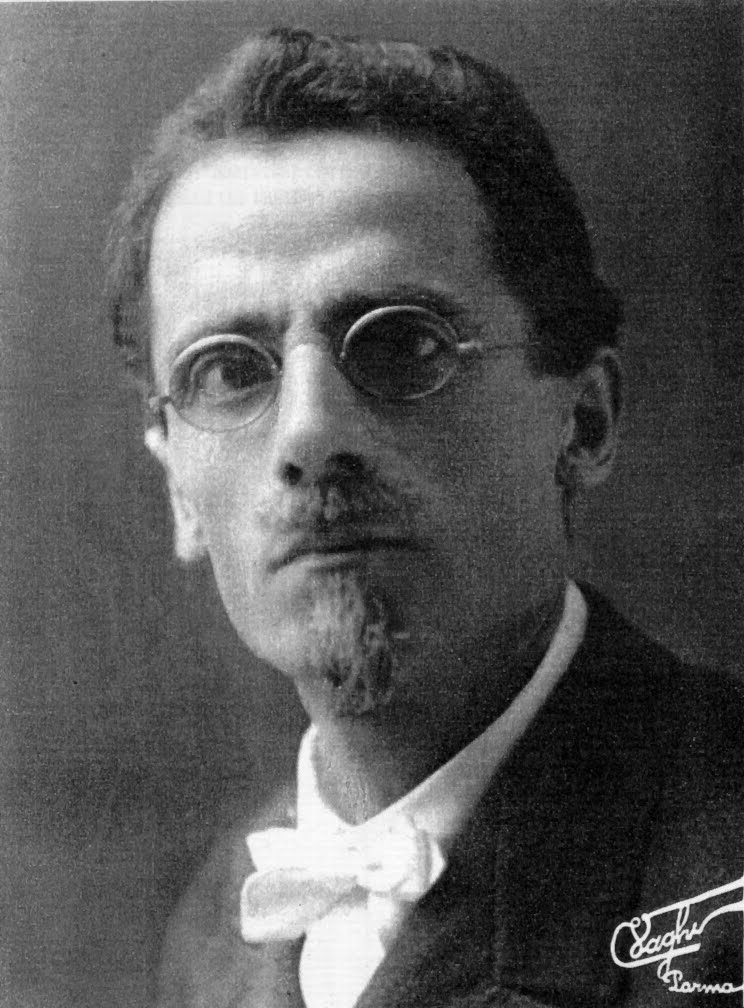
Beppo Levi

- Beppe Bergomi, calciatore e allenatore di calcio italiano
- Beppe Bigazzi, dirigente d'azienda, giornalista e gastronomo italiano
- Beppe Braida, personaggio televisivo, conduttore televisivo, scrittore ed attore italiano
- Beppe Carletti, tastierista italiano
- Beppe Dettori, cantante e chitarrista italiano
- Beppe Fenoglio, scrittore, partigiano, traduttore e drammaturgo italiano
- Beppe Grillo, attivista, comico e politico italiano
- Beppe Salvia, poeta italiano
- Beppe Scienza, matematico e saggista italiano
- Beppe Serafini, pittore italiano
- Beppe Severgnini, giornalista, saggista e opinionista italiano
- Beppe Wolgers, attore e scrittore svedese

### Variante Bepi
- Bepi De Marzi, musicista, compositore e direttore di coro italiano
- Bepi Ros, pugile italiano
- Bepi Vigna, fumettista, scrittore e regista italiano

### Altre varianti
- Beppino Goruppi, militare e poeta italiano
- Beppo Levi, matematico italiano

## Il nome nelle arti
- Bepi Boleghin è il protagonista del film del 1958 Venezia, la luna e tu, diretto da Dino Risi.
- Beppe è un personaggio (in coppia con Cucciolo) dei fumetti delle Edizioni Alpe dell'editore Giuseppe Caregaro.
- Nei fumetti di Lupo Alberto, "Beppe" è il nome con cui il personaggio di Enrico la Talpa si ostina a chiamare erroneamente il protagonista.